# Leszek Jesień
Leszek Jesień (ur. 1962) – polski politolog, nauczyciel akademicki, doktor habilitowany nauk humanistycznych, w 2006 sekretarz stanu w Kancelarii Prezesa Rady Ministrów.

## Życiorys
W 1995 na podstawie pracy pt. Brytyjska Partia Konserwatywna wobec problemu integracji europejskiej. Europa w lustrze eurosceptycyzmu uzyskał stopień doktora nauk politycznych na Wydziale Dziennikarstwa i Nauk Politycznych Uniwersytetu Warszawskiego. Habilitował się w Instytucie Studiów Politycznych PAN w 2012 w oparciu o dorobek naukowy oraz rozprawę zatytułowaną Prezydencja Unii Europejskiej. Zinstytucjonalizowana procedura przywództwa politycznego.
Został wykładowcą kilku uczelni, w tym Collegium Civitas, a także w Krajowej Szkoły Administracji Publicznej. Jest autorem książek i artykułów z zakresu problematyki Unii Europejskiej.
Był m.in. współpracownikiem Jana Kułakowskiego i ministra Piotra Woźniaka, a także doradcą premiera Kazimierza Marcinkiewicza. Od 27 czerwca 2006 do 15 grudnia 2006 zajmował stanowisko sekretarza stanu w KPRM w rządach Kazimierza Marcinkiewicza i Jarosława Kaczyńskiego. Był autorem pomysłu projektu umowy między krajami UE dotyczącej wzajemnej solidarności w zakresie dostaw gazu ziemnego (tzw. paktu muszkieterów sformułowanego przez rząd Kazimierza Marcinkiewicza).
Po odejściu z funkcji ministerialnej rozpoczął pracę w Polskim Instytucie Spraw Międzynarodowych, gdzie został koordynatorem programu ds. Unii Europejskiej.
Zasiadał również w Polsko-Rosyjskiej Grupie do Spraw Trudnych.